# Guaritore galattico
Guaritore galattico (Galactic Pot-Healer) è un romanzo di fantascienza di Philip K. Dick pubblicato nel 1969.
La storia tratta di un gran numero di temi filosofici e politici, come le società repressive, il fatalismo e la ricerca del senso della vita.

## Trama
Joe Fernwright è un riparatore di ceramiche che vive in una società futura dominata da un regime oppressivo e totalitario; come numerosi protagonisti dickiani, Fernwright è depresso, pieno di dubbi, reduce da un matrimonio fallito e in serie difficoltà economiche.
Fernwright viene contattato da un misterioso essere alieno, Glimmung, dotato di poteri sotto alcuni aspetti paragonabili a quelli di una divinità.
Glimmung convoca Joe e molti altri individui da vari mondi per aiutarlo a compiere un'impresa titanica sul pianeta Plowman: trasportare in superficie l'antica cattedrale di Heldscalla, sprofondata negli abissi dell'oceano.

## Temi
Il romanzo affronta, tra gli altri, i temi della predestinazione e del libero arbitrio. Il confronto tra Glimmung ed il suo doppio oscuro sembra richiamare l'opera di Carl Gustav Jung sull'Ombra.
Vi sono, inoltre, numerosi espliciti riferimenti al Faust di Goethe.

## Edizioni
- Philip K. Dick, Galactic Pot-Healer, Berkley Books, 1969,  p. 144.
- Philip K. Dick, Giù nella cattedrale, La Tribuna, 1979,  p. 235.
- Philip K. Dick, Guaritore galattico, a cura di Carlo Pagetti, traduzione di Pietro Anselmi, collana Gli Squali n° 18, Bompiani, 1996.
- Philip K. Dick, Guaritore galattico, traduzione di Pietro Anselmi, collana I grandi tascabili Best seller n° 594, Bompiani, 1998, ISBN 88-452-3794-X.
- Philip K. Dick, Guaritore galattico, traduzione di Giuseppe Manuel Brescia, Collezione Immaginario Dick, Fanucci Editore, 2013,  p. 208.